# Die Stillen im Lande
Als die Stillen im Lande bezeichneten sich die Freunde Gerhard Tersteegens (1697–1769), die gemäß ihrem Vorbild ein Leben „in stiller Abgeschiedenheit, Anbetung, Meditation und Versenkung“  führen wollten. Zu den Stillen im Lande zählte sich auch der Arzt und Schriftsteller Johann Heinrich Jung, auch Jung-Stilling genannt.

## Herkunft der Bezeichnung
Von den „Stillen im Lande“ ist in (Psalm 35 ) die Rede. David beklagt sich hier bei Gott über seine Widersacher, die ihn „ohne Grund hassen“ (Vers 19). Diese Widersacher „reden nicht, was dem Frieden dient. Sie ersinnen falsche Anklagen gegen die Stillen im Lande“ (Vers 20). Mit diesen Stillen identifizierten sich Tersteegens Freunde, da sie sich seitens der rationalistischen Philosophie und Theologie ähnlichen Anklagen ausgesetzt sahen. Dagegen richtete sich ihr Protest, in dem sie die Gedanken aufnahmen, die Tersteegen in seiner Schrift gegen den Philosophen von Sans-Souci formuliert hatte. Friedrich der Große, an den diese Schrift adressiert war, soll nach deren Lektüre ausgerufen haben: „Können das die Stillen im Lande?“

## Organisation, Leben und Wirkung der Stillen im Lande
Tersteegens Freundeskreis besaß keine strukturierte Organisationsform. Man traf sich am Niederrhein, im Wuppertal, im Württembergischen und im Siegerland in kleinen Hauskreisen und Konventikeln. Die Stillen im Lande bildeten ein über Personen verknüpftes Netzwerk, zu dem auch Jung-Stilling gehörte. Mit dem von ihm persönlich gewählten Namenszusatz Stilling wollte er seine Zugehörigkeit zu diesem Netzwerk erweckter Christen dokumentieren.
Die Stillen im Lande lasen neben der Bibel vor allem das umfangreiche Schrifttum Tersteegens. Dazu gehörten u. a. das Geistliche Blumengärtelein, die Geistlichen Brosamen, der Weg der Wahrheit und die Fromme Lotterie. Auch die von der quietistischen Mystik beeinflussten Lieder Gerhard Tersteegens spielten bei den Stillen im Lande eine große Rolle.
Trotz ihrer eher nach innen gekehrten Frömmigkeit wurden die Stillen im Lande im deutschsprachigen Raum zu einem Brückenschlag zwischen dem Pietismus und den Erweckungsbewegungen des 19. Jahrhunderts.